# Tucquegnieux
Tucquegnieux é uma comuna francesa na região administrativa de Grande Leste, no departamento de Meurthe-et-Moselle. Estende-se por uma área de 9,16 km². Em 2010 a comuna tinha 2 478 habitantes (densidade: 270,5 hab./km²).